# Summerville (Georgia)
Summerville is een plaats (city) in de Amerikaanse staat Georgia, en valt bestuurlijk gezien onder Chattooga County.

## Demografie
Bij de volkstelling in 2000 werd het aantal inwoners vastgesteld op 4556.
In 2006 is het aantal inwoners door het United States Census Bureau geschat op 4967, een stijging van 411 (9,0%).

## Geografie
Volgens het United States Census Bureau beslaat de plaats een oppervlakte van
10,3 km², geheel bestaande uit land. Summerville ligt op ongeveer 198 m boven zeeniveau.

## Plaatsen in de nabije omgeving
De onderstaande figuur toont nabijgelegen plaatsen in een straal van 28 km rond Summerville.